# Seznam katolických biskupů a arcibiskupů teheránsko-isfahánských
Zde je uveden seznam biskupů, arcibiskupů a apoštolských administrátorů teheránsko-isfahánských:
- Jan Tadeáš od svatého Eliáše, O.C.D. (1632–1633)[1]
- Timoteo Pérez Vargas, O.C.D. (1633–1639
  - biskupství sjednoceno s arcidiecézí bagdádskou (1639–1693)
- Elias Mutton (Elia di Sant'Alberto), O.C.D. (1693–1708)
  - Sede vacante (1708–1716)
- Giovanni Battista Fedele (Barnaba da Milano), O.P. ( 1716–1731)
- Camillo Apollonio Malachisi (Filippo Maria di Sant'Agostino), O.C.D. 1732 – 1749)
- Marco Antonio Piacentini (Sebastiano di Santa Margherita), O.C.D. (1751–1755)
  - Sede vacante (1755–1758)
- Giuseppe Reina (Cornelio di San Giuseppe), O.C.D. (1758–1797)
  - Giovanni Battista de Bernardis (1772–1775) (apoštolský administrátor)
  - Giovanni d'Aruthiun (1776 – 1789) (apoštolský administrátor)
  - biskupství sjednoceno s arcidiecézí bagdádskou (1789–1874)
  - Augustin–Pierre Cluzel, C.M. (1874–1882) (apoštolský administrátor)
  - Jacques–Hector Thomas, C.M. (1883–1890) (apoštolský administrátor)
  - Hilarion–Joseph Montéty, C.M. (1891–1896) (apoštolský administrátor)
  - François Lesné, C.M. (1896–1910) (apoštolský administrátor)
- Jacques–Emile Sontag, C.M. (1910–1918)
  - Agostino Dolci (1918 – ?) (apoštolský administrátor)
  - Giuseppe Ludovico di Gesù, O.C.D. (1922–1934 ?) (apoštolský administrátor)
  - Biskupství spravováno apoštolskými delegáty a internuncii (1934–1974)
- Kevin William Barden, O.P. (1974–1982)
  - Sede vacante (1982–1989)
- Ignazio Bedini, S.D.B. (1989 – 2015)
  - Jack Youssef, C.M. (2015–2021) (apoštolský administrátor)
- Dominique Joseph Mathieu, O.F.M.Conv., od 8. ledna 2021